# Sphagnum platyphyllum
Sphagnum platyphyllum là một loài rêu trong họ Sphagnaceae. Loài này được (Lindb.) Warnst. mô tả khoa học đầu tiên năm 1884.